# 3197 Weissman
3197 Weissman eller 1981 AD är en asteroid i huvudbältet som upptäcktes den 1 januari 1981 av den amerikanske astronomen Edward L.G. Bowell vid Anderson Mesa Station. Den är uppkallad efter amerikanen Paul Robert Weissman.
Asteroiden har en diameter på ungefär 18 kilometer.